# Scutiger jiulongensis
Scutiger jiulongensis es una especie de anfibios de la familia Megophryidae.

## Distribución y hábitat
Es endémica de la provincia de Sichuan (China). Vive a altitudes de 3120-3750 m sobre el nivel del mar bajo rocas o nidos de barro en arroyos de manantial alpinos o en pantanos inundados.

## Reproducción
Los huevos se depositan en el fondo de una piedra en el agua o en el borde del agua, musgo o raíces de maleza, bajo una piedra de hasta 5-6 grupos de huevos en una sola pieza, contando dos grupos de huevos, un total de 1980 huevos. A principios de junio, el óvulo se ha desarrollado en la etapa del tubo neural. Los renacuajos viven en cantidades muy pequeñas en manantiales o bajo rocas junto a arroyos.